# Bains Élisabeth
Les Bains Elisabeth (en tchèque, Alžbětiny lázně) sont l'un des six bains publics de la ville thermale de Karlovy Vary en Tchéquie. L'édifice, nommé d'après l'impératrice Elisabeth de Bavière (Sissi)  (le nom allemand d'origine était Elisabethbad), est classé comme monument architectural.

## Histoire

### Nom
Alžbětiny Lázně est également appelée Lázně V depuis 1918, date à laquelle la numérotation de toutes les stations thermales de Karlovy Vary a été créée. Le nom original a été choisi en l'honneur d'Élisabeth de Bavière (Sissi), assassinée en Suisse, qui visita Karlovy Vary en 1892.

### Construction et reconstruction
La construction du bâtiment fut décidée dès 1903, les travaux ont duré de 1905 à 1906. Le bâtiment thermal a été créé en style Art nouveau, même si le toit du bâtiment est néo-baroque. Adjacent au bâtiment se trouve un parc à la française. Lors de la rénovation des années 1970, l'ensemble a été complété par une piscine couverte et deux saunas. Une autre rénovation intérieure en 2004 a transformé la piscine en un complexe aquatique.